# Jean-Marie-Philippe Sauzey
Joseph-Marie-Philippe Sauzey (31 décembre 1784, Lancié - 25 mai 1868, Lyon), est un homme politique français.

## Biographie
Fils de Jean Sauzey, notaire royal à Lancié, et de Claudine-Jacqueline Daigueperse, étudie le droit, exerce à Lyon la profession d'avocat, avant d'entrer dans la magistrature.
Le 12 mai 1815, il est élu représentant de l'arrondissement de Villefranche à la Chambre des Cent-Jours, et poursuivit sa carrière de magistrat jusqu'en 1855, date de sa mise à la retraite comme conseiller à la cour d'appel de Lyon.

## Sources
- « Jean-Marie-Philippe Sauzey », dans Adolphe Robert et Gaston Cougny, Dictionnaire des parlementaires français, Edgar Bourloton, 1889-1891 [détail de l’édition]